# Inagade
Inagade est une localité et une commune rurale du Mali chef-lieu d'arrondissement dans le cercle de Inlamawane et la région de Ménaka. La commune a pour chef-lieu la localité de Inagade.

## Histoire
La commune est créée en 2018 sous le nom de Tissouakh.

## Villages et fractions
La commune est composée de 13 localités, dont 5 villages :
- Inagade
- Tamalat M’Bahou
- Issagsagane
- Tadgmout
- Intikidène

et 7 fractions :
- Kel Tamijerte
- Kel-Inwelane
- Kel-Ingourouja
- Kel Eguériss II
- Tilkatiny
- Kel-Taitoft
- Tafez-Fez II
- Tafez-Fez